# Nate Cooper
Nathaniel «Nate» Cooper es un personaje ficticio de la serie de televisión australiana Home and Away, interpretado por el actor Kyle Pryor del 26 de septiembre del 2013 hasta hasta el 5 de junio del 2017.
Kyle apareció en el especial de la serie «Home and Away: An Eye for An Eye» estrenado el 9 de diciembre del 2015. El 19 de diciembre del 2016 apareció en el nuevo especial «Home and Away: Revenge». También apareció en el tercer especial titulado «Home and Away: All or Nothing», el cual fue estrenado el 26 de enero del 2017.

## Antecedentes
Nate es hijo de una familia de clase trabajadora, luchó para enfrentar la enfermedad de su madre, y junto a su padre y hermanos tuvieron que ver como poco a poco la enfermedad les quitaba a la persona más importante en sus vidas. Nate prometió que su familia nunca pasaría por lo mismo nuevamente así que se concentró en sus estudios para convertirse en Médico, pero un día antes de ser aceptado en la escuela de Medicina su madre murió lo que afectó a Nate y su familia.

## Biografía
Nate llega por primera vez a la bahía a finales de septiembre del 2013 cuando le dan una posición en el hospital "Northern Districts" a pesar de querer trabajar en un hospital más grande en la ciudad para ascender profesionalmente y obtener una mejor especialidad, al inicio Nate no está feliz con su estancia en la bahía y las cosas no mejoran cuando Marilyn Chambers y John Palmer lo confunden con un entrevistador y lo pasean por toda la ciudad. Poco después Nate conoce a Hannah Wilson y ella hace que Nate comience a creer que no todo es malo en la bahía, poco después se entera de que Hannah es enfermera en el hospital.
Durante sus primeros días de trabajo Nate no le causa una buena impresión a la estudiante de medicina April Scott quien cree que es arrogante. Poco después cuando Andy Barrett aparece golpeado y malherido en la entrada de los Braxton ellos llaman a Nate quien lo atiende por sus heridas. Nate sale brevemente con Ricky Sharpe sin embargo cuando ella se da cuenta de que todavía estaba enamorada de su exnovio Darryl Braxton termina con Nate.
A principios de junio del 2014 Nate se sorprende cuando su esposa Sophie Taylor llega a la bahía, cuando Nate le pregunta porqué había llegado a la bahía, Sophie le dice que había obtenido un trabajo como directora de la escuela local y quería regresar con él, aunque al inicio Nate no está de acuerdo con que Sophie esté en la bahía poco después va a ver a Sophie a la escuela para disculparse con ella por la forma en que la había estado tratando, después de platicar un rato Nate termina besándola y se acuestan en la dirección, al día siguiente Nate le dice que lo que pasó no podía suceder de nuevo, cuando Leah lo ve mal platica con él y Nate le cuenta que luego de que Sophie sufriera el accidente automovilístico se había vuelto adicta a los analgésicos y que a pesar de estar tanto tiempo separado de ella nunca había dejado de amarla, poco después Nate le dice a Sophie lo que siente y que quiere intentarlo de nuevo y Sophie acepta. Poco después Nate la invita a salir, terminan teniendo relaciones y deciden retomar su relación, pero más tarde terminan y Nate comienza a salir nuevamente con Ricky.
A finales de abril del 2016 Nate y Ricky se casan, sin embargo pocos días después Ricky se da cuenta de que había cometido un error al casarse con Nate ya que seguía amando a Brax, después de solo un mes de constantes peleas y mentiras por parte de Ricky, la pareja se separa y poco después se divorcia, después de que Ricky decidiera irse con Brax y Casey Jr.
Poco después cuando Tori Morgan llega a la bahía se hace muy buen amigo de ella, Tori lo ayuda a salir adelante luego de divorciarse de Ricky, cuando Tori desaparece por unos días Nate se preocupa y cuando regresa a Summer Bay la confronta pero ella le dice que había tenido que irse por cuestiones familiares pero que ahora todo estaba bien.
Cuando Chris Harrington se da cuenta de que Nate no está interesado en Danika Kulevski, lo confronta y Nate le revela que la razón era porque en realidad tenía sentimientos hacia Tori, poco después Nate y Tori comienzan una relación.
El 5 de junio del 2017 Nate decidió dejar Summer Bay y mudarse a Sídney luego de obtener su trabajo soñado con CareFlight.